# Sina Imhof
Sina Theresa Imhof (* 17. Dezember 1979 in Siegburg) ist eine deutsche Juristin und Politikerin (Bündnis 90/Die Grünen).

## Leben
Sina Imhof studierte Rechtswissenschaften. 2008 trat sie den Grünen bei. Sie promoviert gegenwärtig über „Umweltschutz in Verfassungen“.
Bei der Bürgerschaftswahl in Hamburg 2020 erhielt sie ein Direktmandat im Wahlkreis Eppendorf – Winterhude in der Hamburgischen Bürgerschaft. Von 2019 bis zu ihrem Einzug in die Bürgerschaft war sie Vorsitzende der Bezirksversammlung Hamburg-Nord. Bei der Bürgerschaftswahl 2025 zog sie erneut in die Bürgerschaft ein. Anschließend wurde sie gemeinsam mit Michael Gwosdz mit einer dünnen Mehrheit zur Vorsitzenden der dortigen Grünen-Fraktion gewählt.